# Androsace ludlowiana
Androsace ludlowiana är en viveväxtart som beskrevs av Hand.-mazz. Androsace ludlowiana ingår i släktet grusvivor, och familjen viveväxter. Inga underarter finns listade i Catalogue of Life.